# Sijazanski rajon
Sijazanski rajon (azerski: Siyəzən rayonu) je jedan od 66 azerbajdžanskih rajona. Sijazanski rajon se nalazi na sjeveroistoku Azerbajdžana te na zapadnoj obali Kaspijskog jezera. Središte rajona je Sijazan. Površina Sijazanskog rajona iznosi 700 km². Sijazanski rajon je prema popisu stanovništva iz 2009. imao 37.654 stanovnika, od čega su 18.512 muškarci, a 19.142 žene.
Sijazanski rajon se sastoji od 14 općina.